# 基沙普縣 (華盛頓州)
基沙普縣（英語：Kitsap County）是位於美国华盛顿州基萨普半岛北部、皮吉特湾西岸的一個縣。根據2020年美國人口普查，共有人口27萬5,611人。縣治果園港，最大城市布雷默顿。該郡於於1857年1月16日從金县和傑佛遜縣分出，縣名來自蘇跨米西人的基沙普酋長。該郡原本叫史勞特郡（Slaughter  County）。
基萨普縣包含布雷默顿-銀谷大都市統計區、西雅圖都會區的一部分。

## 地理
根據美国人口普查局，本郡的總面積為1,470平方（566平方英里），其中陸地面積占1,020平方（395平方英里）、水域面積占440平方（171平方英里） （30.2%）。本郡的總面積為全州第三小。
佔據了大部的基萨普半岛之外，本郡也包含班布里奇島和布雷克島。
本郡北部銀谷的部分通常叫北基萨普，南部布雷默頓的部分通常叫南基萨普。

### 地理特色
- 班布里奇島
- 布雷克島（英语：Blake Island）
- 科爾弗斯海峽（英语：Colvos Passage）
- 戴斯灣（英语：Dyes Inlet）
- 胡德峡湾（英语：Hood Canal）
- 基萨普半岛
- 自由灣（英语：Liberty Bay）
- 賭港（英语：Port Gamble, Washington）
- 麥迪遜港（英语：Port Madison）
- 奥查德港（英语：Port Orchard）
- 皮吉特湾
- 辛克萊灣（英语：Sinclair Inlet）

### 毗鄰郡
- 東北－岛县
- 東－史諾霍米須郡
- 東／東南－金县
- 東南／南－皮尔斯县
- 西南－梅森县
- 西北－傑佛遜縣

## 著名人士
- 倪家駿——游泳選手及奧運金牌
- 马文·威廉姆斯——籃球員

## 在流行文化中
電影《威震八方》的背景即在基萨普郡。

## 資料來源
1. ↑  . 美國人口普查局.   [2024-11-10]. （原始内容存档于2024-05-31）.
2. ↑  . National Association of Counties.   [2011-06-07].
3. ↑  . HistoryLink.org. 2003-03-06  [2014-07-26]. （原始内容存档于2008-01-19）.
4. ↑  . United States Census Bureau. 2011-02-12  [2011-04-23].

## 外部連結
- （英文） 基萨普郡官方網站（页面存档备份，存于）
- （英文） 基萨普半島觀光局（页面存档备份，存于）
- （英文） 基萨普經濟發展聯盟（Kitsap Economic Development Alliance）（页面存档备份，存于）
- （英文） 中的“基沙普縣 (華盛頓州)”